# Octaviano Pereira de Albuquerque

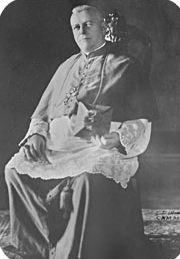
Octaviano Pereira de Albuquerque um 1935

Octaviano Pereira de Albuquerque (* 3. Juli 1866 in Canguçu, Rio Grande do Sul, Brasilien; † 3. Januar 1949) war ein brasilianischer Geistlicher und römisch-katholischer Bischof von Campos.

## Leben
Octaviano Pereira de Albuquerque empfing am 8. Dezember 1888 das Sakrament der Priesterweihe.
Am 2. April 1914 ernannte ihn Papst Pius X. zum Bischof von Piauí. Die Bischofsweihe spendete ihm Kurienkardinal Gaetano De Lai, am 11. Juni desselben Jahres. Mitkonsekratoren waren der emeritierte Bischof von Belém do Pará, Erzbischof Francisco do Rêgo Maia, und der Bischof von Panama, Guillermo Rojas y Arrieta CM. Die Amtseinführung im Bistum Piauí fand am 24. September 1914 statt.
Papst Pius XI. ernannte ihn am 27. Oktober 1922 zum Erzbischof von São Luís do Maranhão. Am 16. Dezember 1935 wurde er zum Bischof von Campos ernannt. Den Titel eines Erzbischofs führte er als persönlichen Titel weiter.